# Motatán (rijeka)
Motatán je rijeka u Venezueli. Ulijeva se u jezero Maracaibo.